# 威廉·洛德韦克 (拿骚-迪伦堡)
威廉·洛德韦克（荷蘭語：Willem Lodewijk；1560年3月13日—1620年7月13日）是拿骚-迪伦堡伯爵（1606—1620），荷蘭國父沉默者威廉的姪子。曾先後擔任菲士蘭、德倫特、格羅寧根的省督。